# Les Trente Millions de Gladiator
Pour les articles homonymes, voir Les Trente Millions de Gladiator (homonymie).
Les Trente Millions de Gladiator est une comédie-vaudeville en quatre actes d'Eugène Labiche et Philippe Gille, créée au théâtre des Variétés à Paris le 22 janvier 1875.
L'œuvre avait été conçue au départ comme le livret d'un opéra-bouffe que Jacques Offenbach devait mettre en musique, mais le projet ne se réalisa pas et Labiche en fit une comédie.

## Argument
Eusèbe Potasse, préparateur à la pharmacie Bigouret, est amoureux de Suzanne de La Bondrée, fausse comtesse mais vraie cocotte qui n'aspire qu'à mettre la main sur un riche protecteur. Elle va tout faire pour séduire Richard Gladiator, un millionnaire américain dont on annonce l'arrivée à Paris.
Eusèbe dépité veut se suicider mais est sauvé par le dentiste Grédane qui l'emmène chez lui. Sa fille Bathilde, fiancée de Bigouret, tombe alors amoureuse d'Eusèbe ...

## Distribution
| Personnages                                 | Créateurs        |
| ------------------------------------------- | ---------------- |
| Eusèbe Potasse, préparateur en pharmacie    | Dupuis           |
| Jean des Arcis                              | Christian        |
| Sir Richard Gladiator                       | Berthelier       |
| Pepitt, le domestique de Gladiator          | Léonce           |
| Gredane, dentiste                           | Baron            |
| Bigouret, pharmacien                        | Schey            |
| Adolphe, coiffeur                           | Monty            |
| Un nègre                                    | Bordier          |
| Un spectateur                               | Videix           |
| Suzanne de la Bondrée                       | Céline Montaland |
| Mme Gredane                                 | Aline Duval      |
| Bathilde Gredane                            | Mme Abadie       |
| Agnès de Roseval                            | Mme Schewska     |
| Juliette, femme de chambre de Suzanne       | Mme Duguercy     |
| Blanquette, femme de chambre de Mme Gredane | M. Pera          |